# Takumi Motohashi
Takumi Motohashi (født 3. august 1982) er en tidligere japansk fodboldspiller.
Han har spillet for flere forskellige klubber i sin karriere, herunder Montedio Yamagata og Tochigi SC.